# Agraecia
Agroecia, Bertoniella, Guaranina
Genre
Synonymes
- Agroecia Audinet-Serville, 1831
- Agroecia Burmeister, 1838
- Bertoniella Rehn, 1911
- Guaranina Pirán, 1942

Agraecia est un genre de sauterelles de la famille des Tettigoniidae.

## Classification
Le nom scientifique de ce genre a été valablement publié pour la première fois en 1831 par l'entomologiste français Jean Guillaume Audinet-Serville (1775-1858).

### Synonymes
Selon GBIF en 2023 les synonymes référencés sont :
- Agroecia Audinet-Serville, 1831
- Agroecia Burmeister, 1838
- Bertoniella Rehn, 1911
- Guaranina Pirán, 1942

## Espèces
Le genre Agraecia comprend les espèces suivantes, :
- Agraecia abbreviata Redtenbacher, 1891
- Agraecia agraecioides Rehn, 1911
- Agraecia cesairei Hugel, 2009
- Agraecia dorsalis Karny, 1907
- Agraecia fallax Karny, 1911
- Agraecia festae Griffini, 1896
- Agraecia incognita Piza 1970
- Agraecia maculata Redtenbacher, 1891
- Agraecia nigrifrons Redtenbacher, 1891
- Agraecia ornata Karny, 1907
- Agraecia pulchella Hebard, 1927
- Agraecia punctata Saint-Fargeau & Serville, 1825
- Agraecia sansibara Redtenbacher, 1891
- Agraecia subulata Redtenbacher, 1891
- Agraecia viridipennis Redtenbacher, 1891
- Agraecia vittata Redtenbacher, 1891
- Agraecia vittipes Redtenbacher, 1891